# Dressed to Kill (New Found Glory)
Dressed to Kill è un singolo dei New Found Glory, il secondo e ultimo estratto dal loro omonimo album del 2000.

## Video musicale
Nel video ufficiale del brano, diretto da Richard Reines, un ragazzo è innamorato di una ragazza che però sembra non sapere neanche che esista. Egli tiene nella sua stanza miriadi di foto di lei e la spia costantemente, senza però avere il coraggio di parlarle. Una notte la chiama al telefono, ma subito riattacca, non avendo il coraggio di farsi avanti. Allora decide di vestirsi e andare a casa sua con un mazzo di fiori. Lancia un sasso alla finestra della stanza di lei, ma la rompe e scappa via. Si vede quindi la ragazza affacciarsi e non vedere nessuno. Come si volta, si vede che anche la sua stanza è tappezzata da foto del ragazzo.

## Formazione
- Jordan Pundik – voce
- Chad Gilbert – chitarra solista, voce secondaria
- Steve Klein – chitarra ritmica
- Ian Grushka – basso
- Cyrus Bolooki – batteria